# アンドレア・ノエ
アンドレア・ノエ（Andrea Noè、1969年1月15日 - ）は、イタリア、マジェンタ出身の自転車競技（ロードレース）選手。2005年より、リクイガスに在籍。

## 来歴
1993年、エルドールと契約を組んでプロ転向。下記に挙げる通り、ジロ・デ・イタリアに1994年から2008年現在まで、15年連続出場。内、不完走はわずか1回である。また、総合10位以内3回、同20位以内7回という実績を残している。
ところで、2009年のジロ・デ・イタリアを最後に、現役引退を示唆していたが、同年のジロ出場メンバーには選出されなかった。

## グランツール実績
ジロ・デ・イタリア
- 1994 : 途中棄権
- 1995 : 36位
- 1996 : 37位
- 1997 : 11位
- 1998 : 15位。第11ステージ勝利。マリア・ローザ1ステージ着用。
- 1999 : 28位
- 2000 : 4位
- 2001 : 6位
- 2002 : 20位
- 2003 : 4位
- 2004 : 17位
- 2005 : 45位
- 2006 : 38位
- 2007 : 35位。マリア・ローザ2ステージ着用。
- 2008 : 39位
- 2011 : 途中棄権

ツール・ド・フランス
- 2003 : 74位
- 2004 : 99位